# يونتي لينكس
يونتي لينكس (بالإنجليزية: Unity Linux)‏ هي توزيعة تعمل بنظام الترقيات المستمرة, حوفظ عليها من قبل مجموعة من المتطوعين وتهدف إلى أن تكون الأساس الذي يمكن أن تبنى التوزيعات الأخرى عليه. بيئة سطح المكتب الافتراضية هي اوبن بوكس, يونتي لينكس متاح لأنظمة 32-64بت, على قرص حي يمكن تثبيته، ويحتوي برمجيات حرة.

## المبادئ
أهداف لينكس يونتي الأساسية هي :
- تقديم حزم أساسية لتوزيعات الأخرى.
- توفير الأدوات اللازمة التي تجعل من السهل عمل توزيعة.
- ضمان التوافق بين حزم.
- توفير منصة موثوق بها لعمل توزيعة.

## إدارة الحزم
يونتي لينكس يستخدم مدير الحزم سمارت, مع RPM5. مدير الحزم سمارت يجلب التحديثات والحزم من مرايا يونتي الواسعة.